# Pelforth-Sauvage-Lejeune
El equipo Pelforth-Sauvage-Lejeune fue un equipo ciclista francés, de ciclismo en ruta que compitió entre 1960 a 1968.

## Principales resultados
- Cuatro Días de Dunkerque: Joseph Groussard (1962)
- Milán-San Remo: Joseph Groussard (1963)
- París-Niza: Jan Janssen (1964)
- Volta a Cataluña: Joseph Carrara (1964)
- Gran Premio del Midi Libre: André Foucher (1964, 1965)
- Vuelta a Limburg: Jos Dewit (1964)
- Lieja-Bastogne-Lieja: Carmine Preziosi (1965)
- Vuelta a los Países Bajos: Jan Janssen (1965)
- Flecha Brabanzona: Jan Janssen (1966)
- Tour del Norte: Roger Milliot (1966)
- Burdeos-París: Jan Janssen (1966), Georges Van Coningsloo (1967), Émile Bodart (1968)
- París-Roubaix: Jan Janssen (1967)
- París-Luxemburgo: Jan Janssen (1967)

### A las grandes vueltas
- Giro de Italia
  - 0 participaciones
  - 0 victorias de etapa:
  - 0 clasificación finales:
  - 0 clasificaciones secundarias:

- Tour de Francia
  - 5 participaciones (1962, 1963, 1964, 1965, 1966)
  - 5 victorias de etapa:
    - 2 el 1963: Jan Janssen, CRE
    - 2 el 1964: Jan Janssen (2)
    - 1 el 1965: Jan Janssen

  - 0 clasificación finales:
  - 3 clasificaciones secundarias:
    - Clasificación por puntos: Jan Janssen (1964, 1965)
    - Premio de la Combatividad Henry Anglade (1964)
    - Clasificación por equipos: 1964

- Vuelta a España
  - 2 participaciones (1967, 1968)
  - 3 victorias de etapa:
    - 1 el 1967: Jan Janssen
    - 2 el 1968: Jan Janssen (2)

  - 1 clasificación finales:
    - Jan Janssen (1967)

  - 2 clasificaciones secundarias:
    - Clasificación por puntos: Jan Janssen (1967, 1968)

## Composición del equipo

### 1968
| Integrantes del equipo 1968 | Integrantes del equipo 1968 | Integrantes del equipo 1968      | Integrantes del equipo 1968 |
| Corredor                    | Fecha de nacimiento         | Equipo previo                    |                             |
| --------------------------- | --------------------------- | -------------------------------- | --------------------------- |
| Émile Bodart                | 8 de mayo de 1942           |                                  |                             |
| Gilbert Capiau              | 4 de septiembre de 1945     |                                  |                             |
| José Catieau                | 17 de julio de 1946         |                                  |                             |
| René Chtiej                 | 21 de enero de 1941         |                                  |                             |
| Philippe Crépel             | 12 de enero de 1945         |                                  |                             |
| Édouard Delberghe           | 4 de octubre de 1935        | Helyett-Fynsec-Hutchinson (1961) |                             |
| Jean Pierre Ducasse         | 16 de julio de 1944         |                                  |                             |
| Fernand Etter               | 4 de agosto de 1941         |                                  |                             |
| Jean-Marie Gorez            | 8 de mayo de 1945           |                                  |                             |
| Bernard Guyot               | 19 de noviembre de 1945     |                                  |                             |
| Claude Guyot                | 16 de enero de 1947         |                                  |                             |
| Jan Janssen                 | 19 de mayo de 1940          |                                  |                             |
| Jean-Marie Leblanc          | 28 de julio de 1944         |                                  |                             |
| Jean-Claude Lefebvre        | 11 de enero de 1933         |                                  |                             |
| Robert Legein               | 31 de julio de 1945         |                                  |                             |
| Roger Milliot               | 26 de junio de 1943         |                                  |                             |
| Willy Monty                 | 11 de octubre de 1939       |                                  |                             |
| Maurice Morin               | 24 de noviembre de 1942     |                                  |                             |
| Hubert Niel                 | 27 de abril de 1941         |                                  |                             |
| José Samyn                  | 11 de mayo de 1946          |                                  |                             |
| Johny Schleck               | 22 de noviembre de 1942     |                                  |                             |
| Bernard Van de Kerckhove    | 8 de julio de 1941          | Ford France-Hutchinson (1966)    |                             |
| Armand Van den Bempt        | 26 de septiembre de 1943    |                                  |                             |
| Jean Vidament               | 24 de enero de 1944         |                                  |                             |
|                             |                             |                                  |                             |
| Fuente: UCI                 |                             |                                  |                             |